# مصالحه ۱۸۵۰

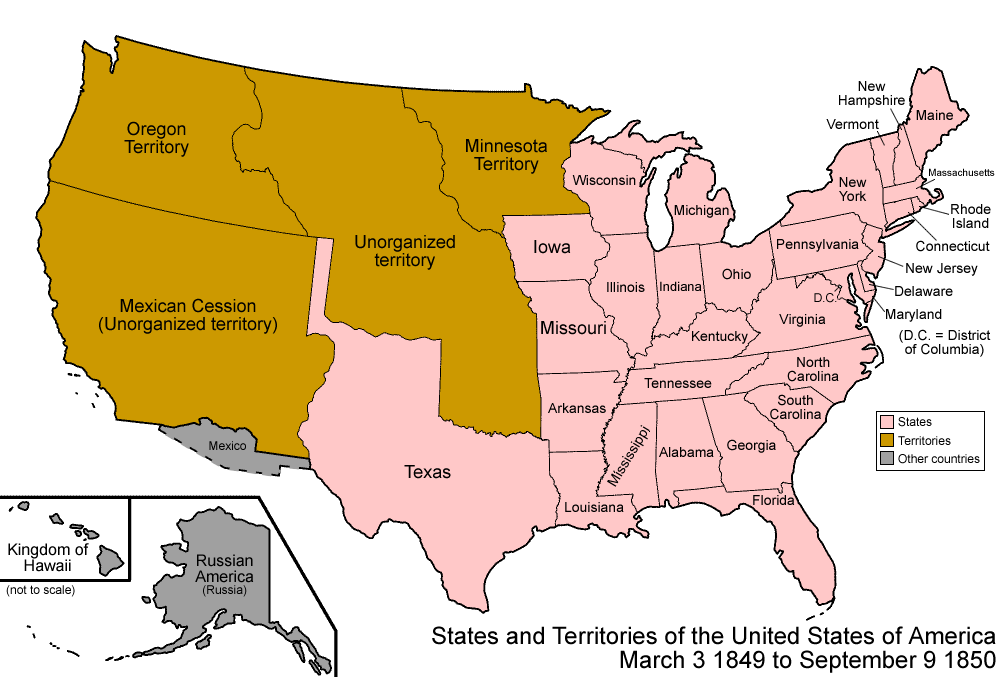
ایالات متحده آمریکا ۱۸۴۹–۱۸۵۰

مصالحه ۱۸۵۰ (انگلیسی: Compromise of 1850) شامل به اجرا گذاشتن یک بسته الحاقی از پنج لایحه جداگانه و گذشته توسط کنگره ایالات متحده آمریکا در ماه سپتامبر ۱۸۵۰ می‌باشد. تصویب این لایحه (۱۸۴۸–۱۸۴۶) باعث احتراز از رویارویی سیاسی برای بیش از ۴ سال میان ایالات برده‌دار و ایالات آزاد گردید و وضعیت این مناطق را در طول جنگ آمریکا و مکزیک به خوبی روشن نمود. پیش‌نویس این مصالحه توسط سناتور هنری کلی از کنتاکی و به میانجیگری سناتور دموکرات استیون ای. داگلاس آماده گردید. کاهش مقطعی درگیری‌ها در یک مدت معین باعث ایجاد قیام‌هایی در میان بردگان گردید. این سازش و مصالحه با استقبال مواجه گردید اگر چه طرفین قرارداد مقررات خاص وضع شده در هنگام تصویب لایحه را چندان مناسب نمی‌دانستند.

## نگارخانه

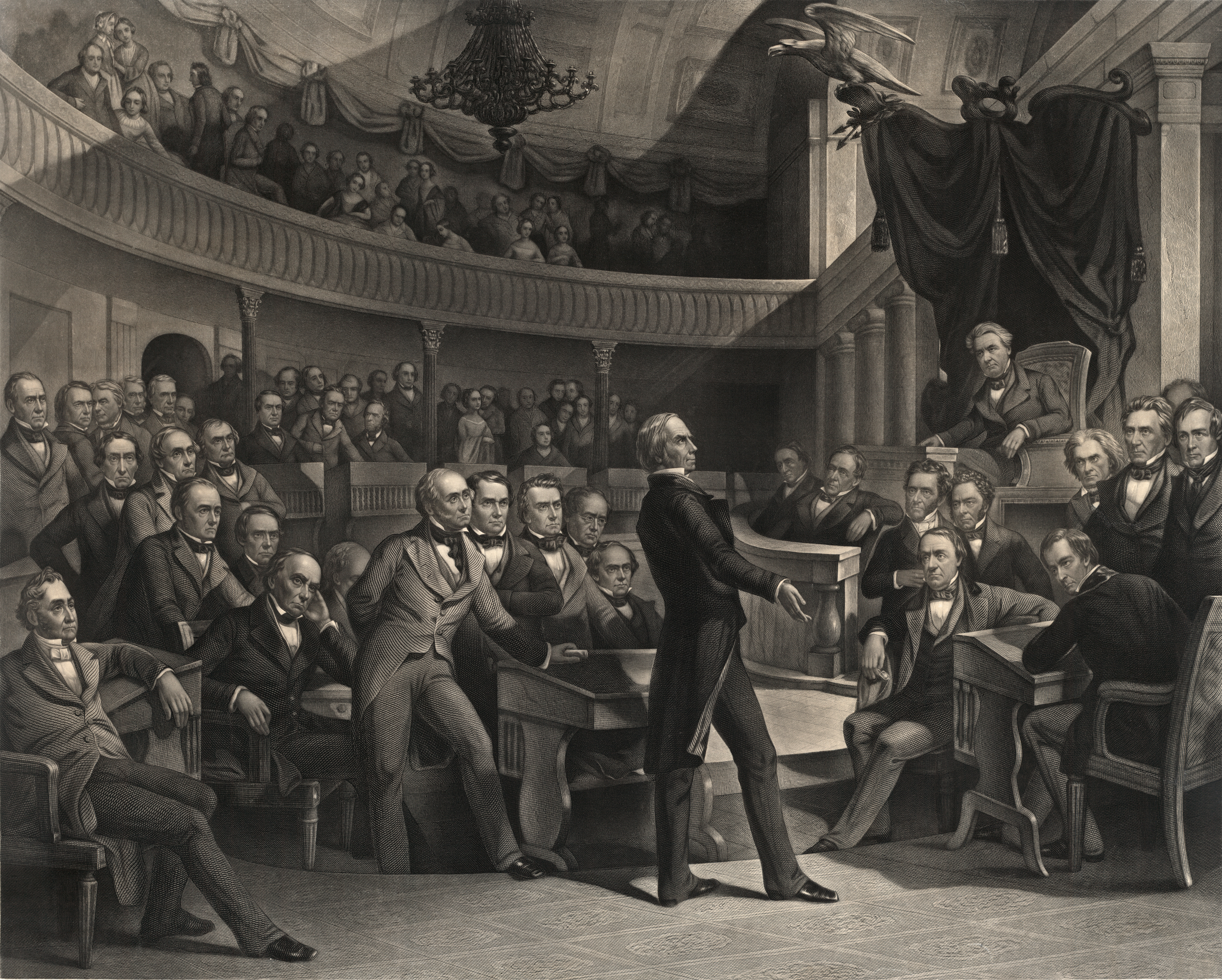
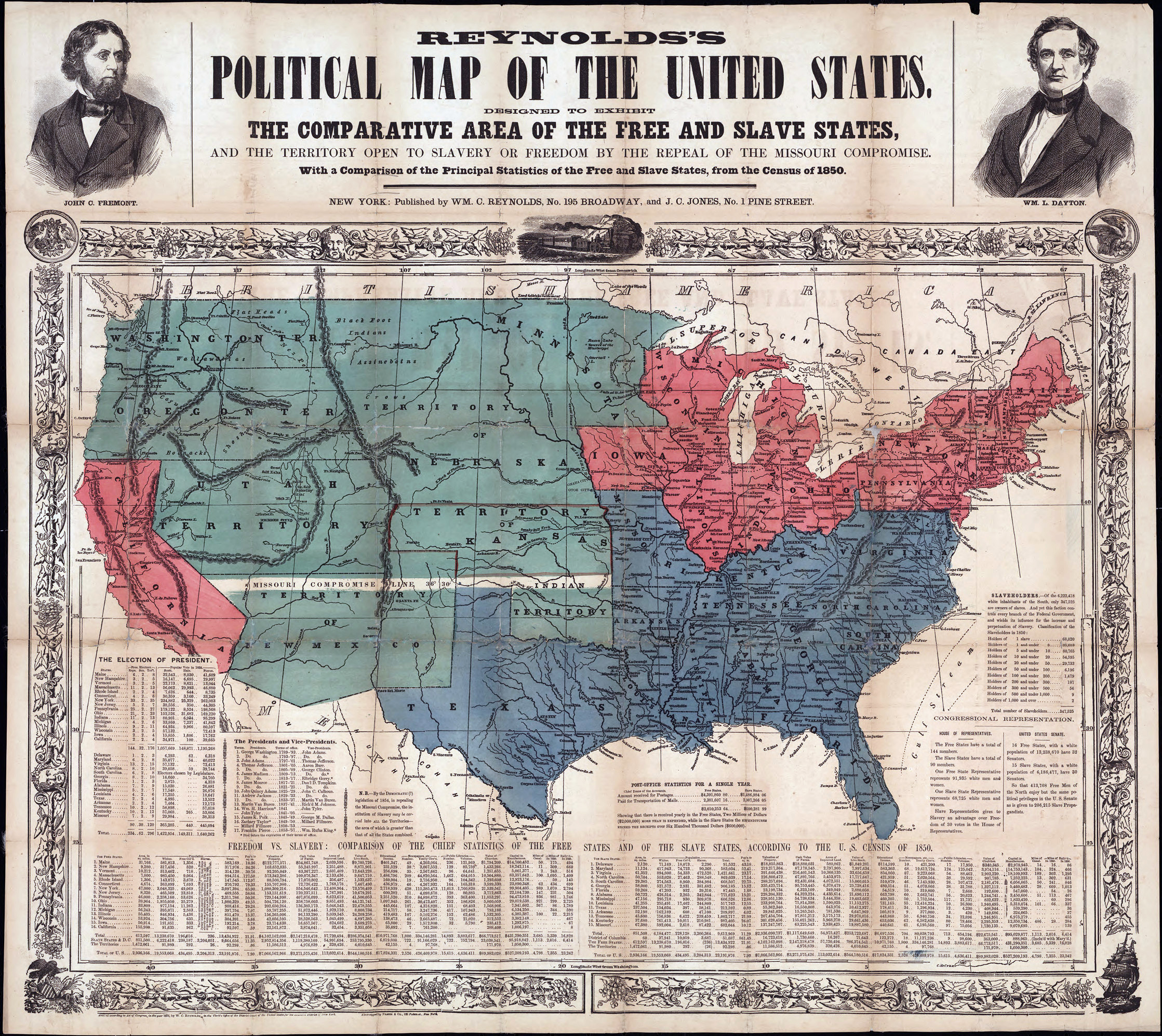